# Army Girl
Army Girl ist ein US-amerikanischer Western aus dem Jahr 1938 mit Madge Evans und Preston Foster in den Hauptrollen. Es war der erste oscarnominierte Film für Republic Pictures.

## Handlung
Captain Dike Conger ist von der Armeeführung damit beauftragt, die konservativen Elemente im 31. Kavallerieregiment von den Vorzügen der neuentwickelten kleinen Panzer im Feldeinsatz zu überzeugen. Er verliebt sich Hals über Kopf in Julie Armstrong, die Tochter des Kommandanten. Gemeinsam schaffen sie es, die Überlegenheit der Panzer zu beweisen. Bei einem Anschlag auf Dike kommen Kommandant sowie sein bester Freund ums Leben. Eine Intrige führt zur Verurteilung von Dike vor einem Militärgericht, doch Julie bringt am Ende die Wahrheit ans Licht und der wahre Schuldige wird gefasst.

## Hintergrund
Republic Pictures wurde gemeinsam mit Monogram Pictures aufgrund seiner beschränkten finanziellen und künstlerischen Ressourcen als Poverty Row bezeichnet. Das Studio hatte sich auf die Produktion von kostengünstigen Western und Serials spezialisiert. Der einzige namhafte Star war John Wayne. Mit Army Girl begann der langsame Aufstieg des Studios, das zunehmend aufwändige Produktionen in die Kinos brachte. Die Besetzung bestand aus mehr oder weniger bekannten Namen, die jedoch den Zenit ihrer Popularität bereits lange überschritten hatten oder im Status von Nebendarstellern verharrten.
Madge Evans, die 1931 nach ersten Erfolgen als Kinderstar den erfolgreichen Wechsel in das Fach der jungen Naiven schaffte, zog sich nach de Auftritt in Army Girl von der Leinwand zurück.

## Auszeichnungen
Bei der Oscarverleihung 1939 erhielt der Film Nominierungen in den Kategorien
- Beste Kamera: Harry J. Wild und Ernest Miller
- Beste Original-Filmmusik: Victor Young
- Bester Ton: Charles L. Lootens